# Giuseppe De Conti
Giuseppe Fabrizio De Conti (Casale Monferrato, 26 maggio 1743 – Cuccaro Monferrato, 1817) è stato un erudito, storico e viaggiatore italiano.
Autore del diario di viaggio intitolato Viaggio d'Italia da me fatto, canonico Giuseppe De Conti nel 1774 e 1775, del Giornale storico di Casale dall'anno 1785 al 1810, del Ritratto della città di Casale, della Traduzione in lingua monferrina della Gerusalemme Liberata del Tasso e di opere minori dialettali, di storia locale e sulla vita di Sant'Evasio.

## Biografia
Nato a Casale Monferrato il 26 maggio 1743, è il terzogenito del notaio Orazio Bartolomeo De Conti e di Antonia Margherita della Torre Rezzonico.
Diventa chierico nel 1757, abbracciando una carriera ecclesiastica accompagnata da vera vocazione e da uno spirito molto vicino a quello del Giansenismo; si laurea "dottore d'ambe leggi ecclesiastica e civile" e manifesta una forte passione per la storia e la memorialistica, concretizzata nella raccolta e conservazione di un fondo archivistico vastissimo ed eterogeneo e testimoniata da una biblioteca vasta e varia.
Nel 1765, insieme al fratello Evasio e a tre amici (Vincenzo Barziza, Giuseppe Cordera e Giovanni Battista Dalla Valle), fonda l'Accademia degli Operosi, che si proponeva come continuatrice dell'antica accademia letteraria intitolata prima agli Argonauti e poi agli Illustrati. 
Probabilmente risale a questo periodo l'inizio della raccolta e trascrizione di componimenti poetici di autori vari e la composizione sonetti, canzoni, sciarade e dialoghi in versi: alcuni sono di argomento licenzioso e provocatorio, spesso critici nei confronti del mondo ecclesiastico; altri hanno carattere soprattutto occasionale, molti sono in dialetto monferrino.
È attribuito al De Conti anche il dramma per musica in lingua monferrina intitolato La difesa di sei terre del Monferrato nella fuga del duca di Mantova.
Tra il 1774 e il 1775 compie un viaggio in occasione del Giubileo: la meta è Roma, ma l'occasione trasforma il pellegrinaggio in un vero grand tour che tocca le principali città italiane; durante questo viaggio, in compagnia dell'amico canonico Guazzo, redige un accurato diario che diventerà il manoscritto intitolato Viaggio d'Italia da me fatto, canonico Giuseppe De Conti nel 1774 e 1775.
Rientrato in patria, lo accoglie la notizia della morte del padre e da questo momento sarà lui a doversi occupare degli affari di famiglia.
Intanto, diventato canonico della cattedrale di Casale, riceve spesso incarichi dalla Curia che lo portano a soggiornare a Torino e ad avere contatti con personaggi come il canonico De Giovanni, Dal Pozzo e Vidua.
Del 1798 è la Traduzione in lingua monferrina della Gerusalemme Liberata del Tasso e dello stesso periodo sono l'appartenenza all'Accademia torinese degli Unanimi e l'invito che gli viene fatto dall'Accademia degli Industriati affinché ne diventi membro.
È fondatore e direttore della Scuole Normali di Carità, due istituti destinati a ospitare ed educare i ragazzi e le ragazze più poveri della città di Casale; si occupa della redazione dei piani di apertura e regolamenti delle due scuole e si interessa personalmente dei metodi educativi e didattici che vi vengono impiegati. Il suo sincero attaccamento a queste scuole è manifestato già nel 1795, quando scrive all'amico canonico Rovida di aver predisposto che ricevessero in eredità "la casa e i mobili di Casale".
È autore del breve manoscritto Istruzione per iscriver lettere e viglietti, come pure per mettere i caratteri grandi, i punti e le virgole a loro luogo.
Con il fratello canonico Vincenzo, appassionato di matematica, si occupa dell'amministrazione dei beni di famiglia e della gestione della Cascina Grossa di Cuccaro, acquistata dal padre prima della sua nascita.
Per la Curia, prepara alcune relazioni e i piani per i lavori che si sarebbero svolti nella cattedrale: tre manifesti del 1792, 1806 e 1807 "per ottenere sussidio alla fabbrica della cappella di Sant'Evasio" e uno Stato della Abadie e Castelli dell'odierno circondario di Casale, esibito per la statistica del 1811. Riferito al duomo è anche il suo manoscritto intitolato Guida alle cose ragguardevoli della cattedrale di Casale.
Nel 1808 pubblica uno scritto su Sant' Evasio, già preceduto da ricerche di storia ecclesiastica locale e da pastorali, intitolato Notizie della vita e del culto di Sant'Evasio proto-vescovo d'Asti, ma le sue opere maggiori restano il Giornale storico della città di Casale dal 1795 al 1810 e il Ritratto della città di Casale.
Scrive una Confutazione più diffusa della lettera contropologetica del signor Incisa contro il libro delle notizie della vita di Sant'Evasio da me scritta li 20 febbraio 1810 e trascrive Memorie storiche giornali dell'infelice Repubblica di Casale Monferrato nel 1811.
Nel 1814 è nominato Protonotario Apostolico e Vicario Generale Capitolare.
Ormai anziano, si ritira alla Cascina Grossa di Cuccaro dove, a causa di un secondo "colpo apoplettico", passa "da questa a miglior vita... con morte tranquillissima".

### De Conti e il Giansenismo
Giuseppe De Conti viene considerato, insieme al fratello Vincenzo, uno dei maggiori rappresentanti del Giansenismo nella città di Casale Monferrato, anche in virtù degli incarichi svolti nell'amministrazione ecclesiastica e caritativa locale.
Lui stesso si dichiarava “consanguineo” di Michele Gautier, “discepolo di Portoreale” e sostenitore di Giovanni Angelo Bergancini. Fu tuttavia fedele alla monarchia e in alcuni casi definito “cortigiano” poiché non cadde in disgrazia né durante il periodo austro-russo né quando la diocesi di Casale fu retta da vescovi antigiansenisti. 
In realtà De Conti seppe di volta in volta mantenere un prestigio personale anche grazie al sostegno della borghesia locale, che stava diventando la classe dirigente, poiché si presentava come oppositore alle pretese della nobiltà e sostenitore di banchieri e mercanti.
Giuseppe De Conti sembra quindi rappresentare il ruolo di mediatore tra l'ambiente ecclesiastico locale e i gruppi più intransigenti dei “discepoli di S. Agostino”, l'anello di congiunzione tra la generazione del giansenismo settecentesco e quello post-rivoluzionario, in un momento di grande tensione tra giansenismo e antigiansenismo.

## Opere

### Giornale storico di Casale dal 1785 al 1810
Probabilmente l'ultima opera di De Conti, composta durante i venticinque anni che vedono la città occupata successivamente dagli eserciti francese, imperiale e napoleonico.
Nato come cronaca contemporanea ai fatti di cui si occupa, con il passare del tempo acquista grande rilevanza e diventa uno dei documenti più importanti per ricostruire gli avvenimenti che hanno fatto la storia della città; per questa ragione è stato pubblicato nel 1900 tra i Documenti Storici del Monferrato in un'edizione curata dal dottor Giuseppe Giorcelli.
Fondamentali per la stesura dell'opera sono il materiale documentario raccolto nell'archivio di famiglia e la testimonianza diretta dell'autore ai fatti di cui scrive.

### Ritratto della città di Casale
Composto nel 1794 e pubblicato nel 1966 a cura di Gabriele Serrafero, il documento è fonte primaria d'informazione per la ricostruzione della storia e della storia dell'arte della città di Casale; collocandosi cronologicamente quasi a metà del periodo considerato nel Giornale storico, ne costituisce una sorta d'appendice.
L'intento dell'autore è quello di fornire una descrizione di tutto ciò che vi sia di rimarcabile in città, per immortalarne il volto in un momento storico di grandi cambiamenti.

### Viaggio d'Italia
Diario estremamente dettagliato d'un viaggio compiuto tra il 1774 e il 1775 in occasione del Giubileo e divenuto occasione per visitare le maggiori città italiane; il manoscritto, pubblicato nel 2007, è corredato da una mappa dell'itinerario, dal conto delle spese di viaggio e dalla raccolta dei contratti per l'affitto delle vetture.
Il pellegrinaggio comincia l'11 novembre 1774 in compagnia dell'amico canonico Guazzo e di un cameriere e segue in generale la via Francigena fino a Bologna, per poi deviare sull'Emilia; da Roma il viaggio prosegue sino a Napoli, mentre nel percorso di ritorno De Conti costeggia l'Adriatico per giungere a Venezia, da cui ritorna attraverso la Pianura Padana.
Durante tutto il tragitto il canonico aggiorna quotidianamente un diario che costituisce l'unica testimonianza del viaggio e fornisce uno spaccato vivissimo della società dell'epoca; lo scritto sarà probabilmente ripreso dal De Conti qualche tempo dopo la conclusione dell'impresa e copiato e completato forse in vista della sua pubblicazione.

### Traduzione in lingua monferrina della Gerusalemme Liberata del Tasso
La Gerusalemme Liberata tradotta in dialetto monferrino è un'opera in quattro volumi manoscritti, datati tra il 1798 e il 1799.
Grazie allo studio di Andrea Viglongo a all'articolo di Idro Grignolio possiamo sapere che lo scritto è interamente di mano del De Conti ed è da loro ritenuto un “documento unico, che merita di essere finalmente conosciuto e studiato adeguatamente ne suoi vari aspetti”.
L'autore usa sia il dialetto di Casale che quello della zona collinare limitrofa e presenta il testo monferrino con quello italiano a fronte, cominciando con una dedica al marchese Grisella.
L'originalità della traduzione sta nell'aver modificato il tono epico e serio del Tasso usando un linguaggio volutamente popolare, a volte comico e teatrale che però non cade mai nella volgarità; inoltre l'autore ha sovrapposto alla vicenda narrata situazioni e personaggi locali con espliciti riferimenti a Casale, alla storia e alla vita della città.